# Jules Tannery

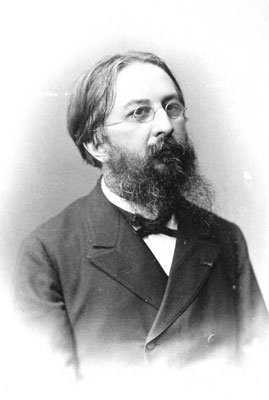
Jules Tannery

Jules Tannery (ur. 24 marca 1848 w Mantes-sur-Seine, zm. 11 grudnia 1910 w Paryżu) – francuski matematyk, profesor École Normale Supérieure oraz Uniwersytetu Paryskiego.
Jego bratem był matematyk Paul Tannery, zaś jednym z jego uczniów Jacques Hadamard. Należał do grona francuskich uczonych i filozofów (wśród których byli Émile Boutroux, Henri Poincaré, Pierre Duhem, czy Gaston Milhaud) rozwijających w końcu XIX wieku teorię nauki i krytykę nauki. Badacze ci kwestionowali konieczność, obiektywność i pewność poznania naukowego, a więc „jedyny dogmat pozytywizmu”.